# Рафаилов, Олег Ардашевич
Олег Ардашевич Рафаилов (род. 2 июня 1960) — советский и российский футболист и мини-футболист, вратарь.

## Биография
Олег Рафаилов родился 2 июня 1960 года.
Играл в футбол на позиции вратаря. В 1974 году выступал за «Рубин» из Орджоникидзе (сейчас Владикавказ).
В 1979 году дебютировал во второй лиге в курском «Авангарде». Провёл 29 матчей, пропустил 32 мяча.
Кроме того, выступал за «Авангард» в 1981—1982 годах, сыграл 24 матча, пропустил 34 гола.
В 1983 году перешёл в ереванский «Арарат». 28 июня провёл единственный в карьере матч в высшей лиге против бакинского «Нефтчи» (0:3). Кроме того, сыграл 26 поединков за дубль «Арарата».
В 1984 году вернулся в «Авангард», за который выступал в течение 13 сезонов. Провёл за это время в союзной второй и второй низшей лигах, российской второй и третьей лигах 372 поединка.
В сезоне-1997/98 играл в мини-футбол за «Энергетик» из Курчатова.
Возглавлял направление физического воспитания в Курском электромеханическом техникуме.